# André Kamperveen
André Kamperveen (Paramaribo, 27 de setembro de 1924 – Paramaribo, 8 de dezembro de 1982) foi um futebolista, empresário, político, administrador esportivo, natural do Suriname. 
Como futebolista chegou a atuar no Brasil pela equipe do Paysandu, do Pará, assim como pelo holandês HFC Haarlem, sendo o primeiro surinamês a jogar na Holanda. Foi capitão da seleção de seu país na década de 40.
Ajudou a criar a União Caribenha de Futebol, sendo eleito o primeiro presidente. Além disso, foi vice-presidente da FIFA. Em 8 de dezembro de 1982, ele foi assassinado por soldados de Desi Bouterse, aos 58 anos. 
O principal estádio do Suriname, André Kamperveen Stadion, é assim nomeado em sua homenagem.